# Ad-Damazin
Ad-Damazin est une ville du Soudan, chef-lieu de l'État du Nil Bleu. La ville est située près du barrage de Roseires. La ville aurait dans les années 2010, une population proche de 200 000 habitants avec une croissance rapide.